# 구아
구아(학명: Cyamopsis tetragonoloba, 영어: guar)는 콩과에 속하는 식물로 구아검이라는 식품 첨가물의 원료 작물이다. 야생의 조상이 현존하지 않는 상황으로 구아의 유래가 아직도 알려지지 않았다. 수세기 동안 남아시아에 길들여졌다.